# Pedara
Pedara es un municipio italiano situado en la ciudad metropolitana de Catania, en Sicilia. Tiene una población estimada, a fines de febrero de 2025, de 15 409 habitantes.

## Evolución demográfica
| Gráfica de evolución demográfica de Pedara entre 1861 y 2025 |
|                                                              |
| Fuente: ISTAT - Elaboración gráfica de Wikipedia             |